# خوان کویامی
خوان کویامی (انگلیسی: Juan Cuyami؛ زادهٔ ۱۷ دسامبر ۱۹۷۲) بازیکن فوتبال اهل گینه استوایی است.
از باشگاه‌هایی که در آن بازی کرده‌است می‌توان به باشگاه فوتبال سابادل، باشگاه فوتبال رکریتیوو اوئلوا، و باشگاه فوتبال رئال سوسیداد اشاره کرد.
وی همچنین در تیم ملی فوتبال گینه استوایی بازی کرده‌است.